# Luis Ciocca
Luis Silvio Ciocca Gómez (Iquique, 13 de marzo de 1938-Santiago, 25 de junio de 2025) fue un cirujano dentista y odontólogo forense chileno, profesor de la Universidad de Chile. Conocido por su participación en la identificación de víctimas de desaparición forzada y de violaciones a los derechos humanos, particularmente por haber realizado en 1976 el primer reconocimiento del cadáver de una mujer (en ese entonces detenida desaparecida) que había sido su paciente: Marta Ugarte Román, quien fue torturada, asesinada y lanzada al mar por agentes de la dictadura en Chile. Su participación clave en el esclarecimiento de este caso (de gran resonancia en los medios de la época) lo llevó dar un vuelco en su carrera, abandonando su original especialización en ortodoncia para dedicarse por el resto de su vida laboral a la odontología legal y forense, siendo reconocido como uno de los fundadores y pioneros en esta especialidad e institución académica en Chile.

## Biografía
Nació en la nortina ciudad porteña de Iquique, en el seno de una familia formada por sus padres, Luis Ciocca Monti y Modesta Gómez Marinovic y tres hermanos menores. El padre, de origen italiano, había tenido de joven una holgada situación financiera, pero tras la crisis salitrera, empobreció y enfermó, quedando la madre como sostén principal de la familia. Cursó sus estudios primarios y secundarios en su ciudad natal. Fue alumno del Liceo de Hombres de Iquique y, aunque según declara, su ilusión era ir a la universidad, tuvo que conformarse con lo que la familia podía solventar y, dado que no existían en Iquique instituciones de educación superior, en 1956 se trasladó a la capital e ingresó a la Escuela Normal Superior José Abelardo Núñez
en régimen de internado, donde se graduó como profesor de enseñanza primaria. Tras trabajar algún tiempo como profesor en régimen diurno y vespertino, ingresó finalmente en 1960 a la Universidad de Chile en la carrera de Odontología. Se graduó como cirujano dentista y trabajó como funcionario de la Junta Nacional de Auxilio Escolar y Becas (JUNAEB) atendiendo la salud dental de menores en escuelas de la zona norte de Santiago. Paralelamente tenía una consulta privada en la que atendía niños y adultos como dentista y ortodoncista
El 27 de septiembre de 1976 ocurrió un hecho que cambió para siempre la orientación de su vida profesional: las hermanas de Marta Ugarte Román (Hilda y Berta, quienes también habían sido pacientes suyas) acudieron a él para que realizara el reconocimiento e identificación de un cuerpo que  había aparecido en la playa de La Ballena, a pocos kilómetros de Los Molles y que se encontraba ahora en las dependencias del Servicio Médico Legal, puesto que ellas pensaban que podría corresponder al de su hermana desaparecida desde al 29 de agosto. El cuerpo mostraba múltiples señales de tortura y maltrato y se encontraba en muy malas condiciones para ser identificado con los métodos tradicionales de la época. Sin embargo, premunido de la ficha clínica, los antecedentes de tratamientos, exámenes y radiografías, el facultativo Ciocca pudo identificar con total precisión que se trataba de su paciente.
Tras presentar su acertado, riguroso (y, para la época, valiente, puesto que tales asuntos podían costarle a él mismo la cárcel) informe forense, fue invitado a integrar el equipo de profesionales del Departamento de Medicina legal de la Universidad de Chile, donde pronto se incorporó a las actividades docentes, llegando a ser profesor titular y académico del Departamento de Patología y Medicina Oral de la Facultad de Odontología. Posteriormente, a partir de 1997, fungió como director del Departamento de Medicina Legal de la Facultad de Medicina, cargo que desempeñó durante 18 años.

## Obras

### Libros
— (2009). Odontología médico.legal: aspectos forenses, profesionales y sociales. reimpresión 2014. Santiago de Chile: Eds. Jurídicas de Santiago. ISBN 9789568285395.
— (1980). Elementos de odontología legal.

### Publicaciones
En su vida académica publicó numerosos trabajos, individualmente o en conjunto con otros autores. A estas publicaciones se puede acceder en línea desde el repositorio de la Universidad de Chile.

## Reconocimientos
- (2018) Medalla Rectoral Juvenal Hernández, mención Ciencia y Tecnología, por servicios distinguidos a la Universidad de Chile y al país.[8]

- (2022) Nombramiento como Profesor emérito de la Universidad de Chile.[9]